# Citroën C2
El Citroën C2 fue un automóvil de turismo del segmento A producido por el fabricante francés Citroën desde 2003 hasta 2009 (Fastback) y desde 2003 hasta 2011 (Enterprise). Es un hatchback de tres puertas y cuatro plazas con tracción delantera y motor delantero transversal de cuatro cilindros en línea.

## Características
La longitud del C2 (3665 mm) se encuentra a mitad de camino entre el segmento A y el segmento B, situación similar a la de los Nissan Micra y Suzuki Swift. Los del primer grupo tienen cuatro plazas y suelen medir menos de 3600 mm, y los segundos tienen cinco plazas y han superado por lo general los 3900 mm de largo en los últimos años. Para fines de la década del 2000, varios modelos del segmento A habían superado esa misma barrera, como es el caso del Ford Ka y el Renault Twingo.

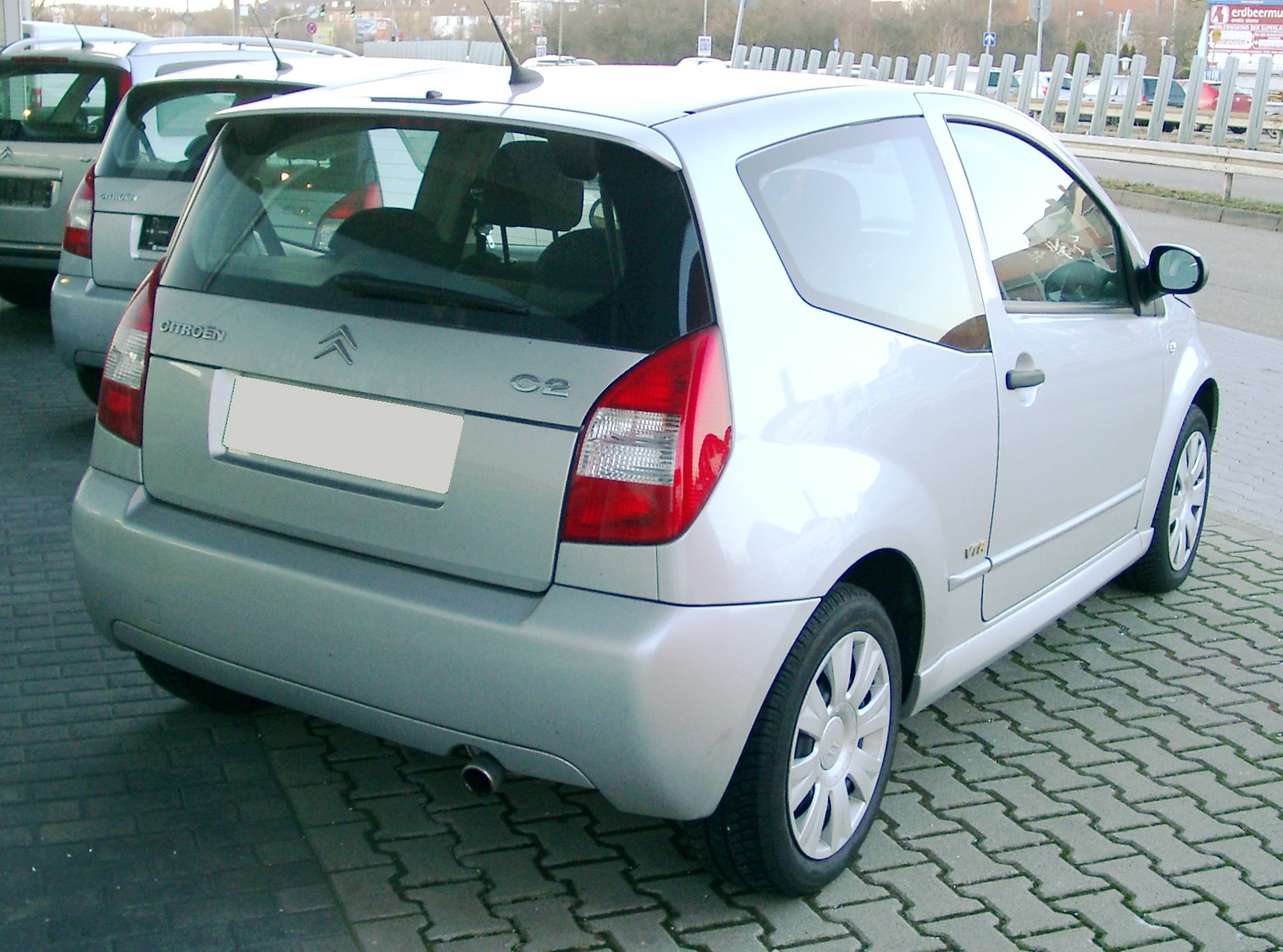
Vista posterior del C2 (2003–2009).

El C2 es más corto que el Citroën Saxo, modelo al que reemplaza indirectamente. Se le considera el heredero del Citroën AX, que era claramente más pequeño que el Saxo. En la gama actual, el C2 está posicionado entre el Citroën C1, también del segmento A pero más pequeño, y el Citroën C3, del segmento B y con el cual comparte componentes estructurales. La plataforma es compartida también con los Peugeot 107, Peugeot 206 y Peugeot 207.
Sus motorizaciones gasolina son un 1.1 litros de dos válvulas por cilindro y 60 CV de potencia máxima, un 1.4 litros en variantes de dos válvulas por cilindro y 75 CV o cuatro válvulas por cilindro y 96 CV, y un 1.6 litros de cuatro válvulas por cilindro y 120 CV. También dispone de dos motores diésel equipados con inyección directa common-rail: un 1.4 litros con turbocompresor de geometría fija, dos válvulas por cilindro y 75 CV de potencia máxima, y un 1.6 litros de 110 CV que lleva turbocompresor de geometría variable, cuatro válvulas por cilindro e incorpora filtro de partículas.

## Final
En el mes de noviembre del año 2009, Citroën firmó el cese de producción del modelo C2 después de 6 años de vida y fue sustituido por el DS3.

## Motorizaciones
| Periodo                        | 2003-2010             | 2003-2009                                         | 2006-2009                 | 2003-2007                 | 2003-2009             |                   |           |           |           |           |
| Identificación del motor       | TU1 JP (HFX)          | TU3 JP (KFW)                                      | ET3 J4 (KFU)              | TU5 JP4 (NFU)             | TU5 JP4S (NFS)        |                   |           |           |           |           |
| Tipo de motor                  | L4 8v                 | L4 8v                                             | L4 16v                    | L4 16v                    | L4 16v                |                   |           |           |           |           |
| Diámetro x carrera             | 72.0 mm × 69.0 mm     | 75.0 mm × 77.0 mm                                 | 75.0 mm × 77.0 mm         | 78.5 mm × 82.0 mm         | 78.5 mm × 82.0 mm     | 78.5 mm × 82.0 mm |           |           |           |           |
| Cilindrada                     | 1124 cm³              | 1361 cm³                                          | 1361 cm³                  | 1587 cm³                  | 1587 cm³              |                   |           |           |           |           |
| Relación de compresión         | 9.7: 1                | 10.2: 1                                           | 10.2: 1                   | 11.0: 1                   | 11.0: 1               |                   |           |           |           |           |
| Potencia máxima: CV (kW) @ rpm | 60 CV (44 kW) @ 5500  | 75 CV (55 kW) @ 5500                              | 88 CV (65 kW) @ 5250      | 109 CV (80 kW) @ 5750     | 122 CV (90 kW) @ 6500 |                   |           |           |           |           |
| Par máximo: Nm @ rpm           | 90 Nm @ 3400          | 118 Nm @ 3300                                     | 133 Nm @ 3250             | 147 Nm @ 4000             | 143 Nm @ 3750         |                   |           |           |           |           |
| Tracción                       | Delantera             | Delantera                                         | Delantera                 | Delantera                 | Delantera             | Delantera         | Delantera | Delantera | Delantera | Delantera |
| Transmisión                    | Manual, 5 velocidades | Manual, 5 velocidades / Automática, 5 velocidades | Automática, 5 velocidades | Automática, 5 velocidades | Manual, 5 velocidades |                   |           |           |           |           |
| Peso                           | 857 kg                | 916 kg                                            | 938 kg                    | 980 kg                    | 970 kg                |                   |           |           |           |           |
| Aceleración (0-100 km/h)       | 14.4 s                | 12.2 s                                            | 13.0 s                    | 10.9 s                    | 8.3 s                 |                   |           |           |           |           |
| Velocidad máxima               | 158 km/h              | 169 km/h                                          | 181 km/h                  | 195 km/h                  | 202 km/h              |                   |           |           |           |           |
| Consumo combinado (L/100 km/h) | 5.9                   | 6.1                                               | 5.6                       | 6.3                       | 6.9                   |                   |           |           |           |           |

| Periodo                        | 2003-2010                                         | 2007-2009                                                  |           |           |
| Identificación del motor       | DV4 TD (8HX/HZ)                                   | DV6 TED4 (9HZ/HY)                                          |           |           |
| Tipo de motor                  | L4 8v, inyección directa, common-rail, turbo      | L4 16v, inyección directa, common-rail, turbo, intercooler |           |           |
| Diámetro x carrera             | 73.7 mm × 82.0 mm                                 | 75.0 mm × 88.3 mm                                          |           |           |
| Cilindrada                     | 1399 cm³                                          | 1560 cm³                                                   |           |           |
| Relación de compresión         | 17.9: 1                                           | 17.6: 1                                                    |           |           |
| Potencia máxima: CV (kW) @ rpm | 68 CV (50 kW) @ 4000                              | 109 CV (80 kW) @ 4000                                      |           |           |
| Par máximo: Nm @ rpm           | 150 Nm @ 1750                                     | 240 Nm @ 1750                                              |           |           |
| Tracción                       | Delantera                                         | Delantera                                                  | Delantera | Delantera |
| Transmisión                    | Manual, 5 velocidades / Automática, 5 velocidades | Manual, 5 velocidades                                      |           |           |
| Peso                           | 921 kg                                            | 1047 kg                                                    |           |           |
| Aceleración 0–100 km/h         | 13.5 s                                            | 9.4 s                                                      |           |           |
| Velocidad máxima               | 166 Km/h                                          | 193 km/h                                                   |           |           |
| Consumo combinado (L/100 km/h) | 4.1                                               | 4.4                                                        |           |           |

## Automovilismo
El Citroën C2 cuenta con una versión homologada para rally en la categoría Super 1600 conocida como el Citroën C2 S1600. Es utilizado desde 2003 en distintas competiciones internacionales y nacionales. Sustituyó al Citroën Saxo Kit Car (posteriormente también homologado como S1600) modelo que se venía utilizando oficialmente desde 1997.
Desde 2005, Citroën participó oficialmente en el Campeonato Mundial de Rally Junior con este modelo. Dani Sordo fue campeón en 2005 y Sébastien Ogier en 2008.